# Feldbach (district)
Het Bezirk Feldbach lag in het zuidoosten van de Oostenrijkse deelstaat Stiermarken, in het zuidoosten van Oostenrijk. Het district lag dicht bij Hongarije en Slovenië en had ongeveer 67.000 inwoners toen het op 1 januari 2013 is samengevoegd met Bezirk Radkersburg tot Südoststeiermark.

## Gemeenten
- Auersbach
- Aug-Radisch
- Bad Gleichenberg
- Bairisch Kölldorf
- Baumgarten bei Gnas
- Breitenfeld an der Rittschein
- Edelsbach bei Feldbach
- Edelstauden
- Eichkögl
- Fehring
- Feldbach
- Fladnitz im Raabtal
- Frannach
- Frutten-Gießelsdorf
- Glojach
- Gnas
- Gniebing-Weißenbach
- Gossendorf
- Grabersdorf
- Hatzendorf
- Hohenbrugg-Weinberg
- Jagerberg
- Johnsdorf-Brunn
- Kapfenstein
- Kirchbach in Steiermark
- Kirchberg an der Raab
- Kohlberg
- Kornberg bei Riegersburg
- Krusdorf
- Leitersdorf im Raabtal
- Lödersdorf
- Maierdorf
- Merkendorf
- Mitterlabill
- Mühldorf bei Feldbach
- Oberdorf am Hochegg
- Oberstorcha
- Paldau
- Perlsdorf
- Pertlstein
- Petersdorf II
- Pirching am Traubenberg
- Poppendorf
- Raabau
- Raning
- Riegersburg
- Sankt Anna am Aigen
- Sankt Stefan im Rosental
- Schwarzau im Schwarzautal
- Stainz bei Straden
- Studenzen
- Trautmannsdorf in Oststeiermark
- Unterauersbach
- Unterlamm
- Zerlach

Bruck-Mürzzuschlag · Deutschlandsberg · Graz · Graz-Umgebung · Hartberg-Fürstenfeld · Leibnitz · Leoben · Liezen · Murau · Murtal · Südoststeiermark · Voitsberg · Weiz

Voormalige districten: Bruck an der Mur · Feldbach · Fürstenfeld · Hartberg · Judenburg · Knittelfeld · Mürzzuschlag · Radkersburg